# 哈利·布萊克蒙
哈利·安德魯·布萊克蒙（英語：Harry Andrew Blackmun，1908年11月12日—1999年3月4日），於1970年至1994年任美國最高法院大法官。令布萊克蒙受大眾熟悉的是他主筆了羅訴韋德案的判決書。

## 生平
在1997年，他在斯蒂芬·斯皮尔伯格的電影《勇者無懼》飾演美國訴友誼號案中宣讀判詞前任美國最高法院大法官約瑟夫·斯多利，這也讓他在好莱坞電影裡成為首位扮演最高法院大法官的前任最高法院大法官。

## 备注
1. ↑  Greenhouse 2005，第247頁.